# Тошкент (фондовая биржа)
Республиканская фондовая биржа «Тошкент» (узб. Respublika fond birjasi „Toshkent“) — была образована 8 апреля 1994 г. в соответствии с Указом Президента Республики Узбекистан «О мерах по дальнейшему углублению экономических реформ, обеспечению защиты частной собственности и развитию предпринимательства» от 21 января 1994 г. № 745, ее деятельность тесно связана с проводимыми в республике реформами и политикой создания акционерных обществ открытого типа на базе приватизируемых государственных предприятий.
Предметом и целью деятельности РФБ «Тошкент» является создание необходимых условий для торговли биржевыми товарами путем организации и проведения публичных и гласных биржевых торгов на основе установленных правил в заранее определенном месте и в определенное время, обеспечение необходимых условий для свободного обращения ценных бумаг путем формирования рынка ценных бумаг и раскрытия информации о них путем формирования цен ценных бумаг на основе фактического соотношения спроса и предложения.

## История
- 1994. Биржа образована 8 апреля 1994 года в соответствии с Указом Президента Республики Узбекистан «О мерах по дальнейшему углублению экономических реформ, обеспечению защиты частной собственности и развитию предпринимательства» от 21 января 1994 года № 745, Постановлением Кабинета Министров Республики Узбекистан от 26 января 1994 года № 36. Оборот по операциям с ценными бумагами составил 30 млн. сумов, на бирже были аккредитованы 13 брокерских контор.
- 1995. Количество брокерских контор составило 83 и объем зарегистрированных сделок превысил 1,3 млрд. сумов. Открыты первые филиалы в Самарканде, Андижане и Бухаре. и т.д. РФБ «Тошкент» вступила в члены Федерации евроазиатских фондовых бирж (Стамбул).  В период с 1996 по 1999 годы продолжали существенно увеличиваться ежегодные объемы торгов, которые в 1999 году составили 3,8 млрд. сумов, включая сделки за СКВ на сумму 1,4 млн. долларов США.  Вместе с тем, были осуществлены следующие мероприятия:
  - внедрена Единая электронная система торгов, позволяющая торговать пять раз в неделю со всеми 12 филиалами в режиме реального времени;
  - приняты биржевые стандарты, соответствующие мировым;
  - внедрена процедура листинга;
  - РФБ «Тошкент» избрана членом Исполнительного комитета Федерации евроазиатских фондовых бирж;
  - начала работу Специализированная площадка по продаже акций иностранным инвесторам за СКВ.
- 1999. Подписаны соглашения о сотрудничестве и обмене информацией со Стамбульской (июнь) и Франкфуртской (сентябрь) фондовыми биржами. Налажены контакты и обмен информацией со многими биржами развивающихся фондовых рынков. Продолжалась активная работа в Федерации евроазиатских фондовых бирж.
- 2000. Биржевой оборот по операциям с ценными бумагами за год составил более 5,3 млрд. сумов, в том числе за СКВ — 249,9 тыс. долларов США. С этого же года на бирже рассчитывается Сводный фондовый индекс Тасикс (Tasix), который отражает состояние биржевого фондового рынка и регулярно публикуется в средствах массовой информации. Кроме того, действует электронная торговая система, позволяющая торговать акциями по методу непрерывного двойного аукциона. Работа ее основана на современной WEB-технологии. Эта система способствует организации ликвидного и прозрачного биржевого рынка ценных бумаг республики. Биржевой оборот за год составил 8,0 млрд. сумов, в том числе за СКВ—794,9 тыс. долларов США. Разработан и внедрен WEB сайт биржи в сети Интернет (www.uzse.uz) на котором отражается вся биржевая информация. Упрощена процедура листинга. В сентябре биржа вступила в Международную ассоциацию бирж (МАБ) стран СНГ.
- 2001. Оборот по операциям с ценными бумагами впервые превысил 10 млрд. сумов и составил 17,4 млрд. сум, в сделках участвовали 94 брокерские конторы. С мая внедрена площадка по обращению корпоративных облигаций. Годовой оборот по облигациям превысил 1,2 млрд. сум. В июне совершена первая сделка за СКВ на вторичном рынке. За 2002 год на бирже совершено 27 сделок за иностранную валюту на сумму 1,7 млн. долларов США.
- 2002. Биржевой оборот возрос до 30,3 млрд. сум. Значение Сводного фондового индекса РФБ "Тошкент" ("TASIX") за 2004 год составило 100 пунктов (132 пункта - за 2003 г.).
- 2004. Подписан Меморандум о сотрудничестве между Фондовой биржей ММВБ и РФБ «Тошкент» для формирования интегрированного биржевого пространства с использованием передовых технологий биржевой торговли.
- 2005. Наблюдалось значительное увеличение годового оборота по операциям с ценными бумагами, которое каждый год превышало 100 млрд. сум. Значение Сводного фондового индекса РФБ "Тошкент" ("TASIX") за 2007 год составило 75,4 пунктов (129,5 пункта - за 2006 г.).
- 2006. В марте в городе Сеул (Южная Корея) был официально подписан Меморандум о взаимопонимании между Корейской фондовой биржей (KRX) и РФБ «Тошкент». Меморандум предусматривает вопросы сотрудничества в таких областях, как информационная технология, обучение и другие различные проекты, а также возможности финансирования таких проектов. На РФБ «Тошкент» биржевой оборот по операциям с ценными бумагами составил 111,9 млрд. сум., в том числе за СКВ 24 млн. долларов США. Значение Сводного фондового индекса РФБ "Тошкент" ("TASIX") за 2008 год составило 71,9 пунктов.
- 2007. На общем собрании акционеров РФБ «Тошкент» принято решение о внесении изменений в Устав биржи, в соответствии с которым предусматривается увеличение Уставного фонда и его доведение до 1 миллиарда сум. Постановлением Кабинета Министров Республики Узбекистан от 28 июля 2008 года №160 коммерческим банкам рекомендовано принимать участие в увеличении уставного фонда биржи путем покупки дополнительно выпущенных акций. Кроме этого, данным постановлением также предусмотрено доведение государственной доли в уставном фонде биржи до 26 процентов путем приобретения Госкомимуществом Республики Узбекистан дополнительно выпущенных акций.
- 2008. В марте в городе Сеул (Южная Корея) был официально подписан Меморандум о взаимопонимании между Корейской фондовой биржей (KRX) и РФБ «Тошкент». Меморандум предусматривает вопросы сотрудничества в таких областях, как информационная технология, обучение и другие различные проекты, а также возможности финансирования таких проектов.  На РФБ «Тошкент» биржевой оборот по операциям с ценными бумагами составил 111,9 млрд. сум., в том числе за СКВ 24 млн. долларов США. Значение Сводного фондового индекса РФБ "Тошкент" ("TASIX") за 2008 год составило 71,9 пунктов.  На общем собрании акционеров РФБ «Тошкент» принято решение о внесении изменений в Устав биржи, в соответствии с которым предусматривается увеличение Уставного фонда и его доведение до 1 миллиарда сум. Постановлением Кабинета Министров Республики Узбекистан от 28 июля 2008 года №160 коммерческим банкам рекомендовано принимать участие в увеличении уставного фонда биржи путем покупки дополнительно выпущенных акций. Кроме этого, данным постановлением также предусмотрено доведение государственной доли в уставном фонде биржи до 26 процентов путем приобретения Госкомимуществом Республики Узбекистан дополнительно выпущенных акций.
- 2009. Биржевой оборот за год составил 89,98 млрд. сумов, в том числе за СКВ 12.0 млн. долларов США.
- 2011. Разработано индекс «TCI Composite», которые определяется на основе цен сделок с акциями акционерных обществ, включенных в официальный биржевой листинг РФБ «Тошкент», и является агрегатным (объединяющим) индексом, характеризующим изменение общего состояния фондового рынка Республики Узбекистан.
- 2016. 29 августа 2016 года произведен первоначальный запуск Единого программно-технического комплекса фондового рынка (сокращ. - ЕПТК), используемого участниками фондового рынка, в частности, РФБ «Тошкент», Центральным депозитарием, инвестиционными посредниками, акционерами и инвесторами. ЕПТК позволяют совершать сделки в электронном виде в режиме удаленного доступа с использованием HTS и MTS.
- 2018. В апреле 2018 года проведено первое IPO - IPO компании АО Кварц. По итогам классического аукциона было продано 54% от объема выпущенных акций на сумму 7,5 млрд сум. В результате IPO, 3305 человек стали новыми акционерами АО Кварц. Одно лицо могло подать заявку на покупку не более 0,05% выпуска, или не более 2287 акций[1].
- 2019. 23 июля делегация РФБ «Тошкент» посетила биржи NASDAQ и NYSE. В результате был подписан меморандум о взаимопонимании между РФБ «Тошкент» и NASDAQ[2].

## Деятельность
Деятельность биржи тесно связана с проводимыми в республике реформами и политикой создания открытых акционерных обществ на базе приватизируемых государственных предприятий.
Согласно постановлению Президента от 19 марта 2012 года Корейская биржа стала владельцем 25% минус одна акция РФБ "Тошкент" в 2014 году. В свою очередь, Корейская биржа должна была поставить и внедрить на условиях «под ключ» Единый программно-технический комплекс для фондового рынка Узбекистана, включающий программное обеспечение, серверное и телекоммуникационное обслуживание, обучение местных специалистов и предоставление гарантийного обслуживания в течение одного года, а также оказание содействия в совершенствовании законодательной базы. Модернизация РФБ "Тошкент" произошла в конце 2016 года, был внедрен Единый программно-технический комплекс для фондового рынка Узбекистана.
19 апреля 2024 года в г. Самарканде состоялась Международная Биржевая Конференция ConFEAS 2024, организованная в честь 30-летия РФБ «Тошкент» и Узбекской республиканской товарно-сырьевой биржи (УзРТСБ), зарегистрированных в один день - 08.04.1994г.

## Торговая система
Торговая система ЕПТК Биржи включает в себя следующие модули (по терминологии ЕПТК-рынки) и сегменты:
- рынок акций «Stock Market»;
- рынок облигаций «Bond Market»;
- сегмент торговли с участием маркет-мейкера. «Market-Making»

В модуле рынка акций «Stock Market» предусматривается размещение и обращение акций листинговых компаний.
В модуле рынка облигаций «Bond Market» предусматривается размещение и обращение корпоративных и инфраструктурных облигаций.
Кроме ЕПТК фондовая биржа в 2020 году внедрила специальную платформу приема заявок для определения потенциального покупателя по заключению сделок в секции переговорного аукциона Nego Board (сокращ. - СППЗ Nego).